# Parowozownia Gniezno
Parowozownia w Gnieźnie – parowozownia wybudowana w 1875 roku na terenie przyległym do nowo powstałej w 1872 roku stacji kolejowej Gniezno, która stała się ważnym punktem w węźle komunikacyjnym Poznań–Toruń. Była czynna do 2009 roku, kiedy to naprawy taboru przeniesiono z Gniezna do Leszna. Z wybudowaną wokół niej infrastrukturą kolejową tworzy kompleks unikatowy w skali europejskiej. Jest to największy i najciekawszy element stacji kolejowej Gniezno oraz atrakcja turystyczna.

## Historia
Historia gnieźnieńskiej parowozowni wiąże się z powstaniem linii kolejowej z Poznania do Torunia na przełomie lat 60. i 70. XIX w. Dzięki wieloletnim staraniom 30 listopada 1867 roku przedstawiciel Ministerstwa Handlu, Przemysłu i Robót Publicznych podpisał z przedstawicielami Górnośląskiego Towarzystwa Kolejowego umowę dotyczącą budowy kolei z Poznania przez Gniezno i Inowrocław do Torunia z odgałęzieniem do Bydgoszczy. 26 maja 1872 roku odbyło się uroczyste otwarcie linii kolejowej z Poznania do Bydgoszczy przez Gniezno, a rok później 25 marca do Torunia.
Stacja Gniezno znajduje się na 50. km linii z Poznania do Torunia. Zlokalizowana została w południowej stronie miasta, na ówczesnych jego przedmieściach. W samym centrum kompleksu stanął wówczas najbardziej imponujący obiekt dworca głównego, oprócz którego wzniesiono na stacji magazyn towarowy, halę lokomotywowni z salą wachlarzową dla 4 parowozów z obrotnicą, stację wodną oraz budynki mieszkalne dla urzędników kolejowych.
Parowozownia powstała w kilku fazach. W początkowym okresie istniały dwie lokomotywownie: starsza z 1872 roku, powstała przy budowie linii Poznań-Toruń/Bydgoszcz oraz młodsza z 1875 związana z linią Gniezno–Oleśnica. Pierwsza została zlikwidowana na początku XX w. przy gruntownej przebudowie stacji, kiedy to koleje pruskie, po nacjonalizacji obu linii zadecydowały o pozostawieniu i rozbudowie drugiej. Przed I wojną światową w parowozowni wzniesiono wieżę ciśnień, noclegownię oraz drugą halę wachlarzową, umiejscowioną na zachód od starszej. W latach 1914–1918 na terenie przylegającym do parowozowni wybudowano wiadukt drogowy nad linią kolejową zamykający przestrzennie stację od zachodniej strony. W okresie międzywojennym powstała mała wagonownia oraz tzw. warsztat uczniowski.
Parowozownia została poważnie naruszona we wrześniu 1939 roku w wyniku bombardowań wojsk niemieckich. Bomby uszkodziły dach obiektu oraz pierwsze 4 stanowiska z 1875 roku wraz z dobudówką. Po zajęciu Gniezna przez Niemców parowozownię poddano gruntownemu remontowi i szybko przywrócono do pracy. W latach 40. XX w. podjęto szeroko zakrojoną rozbudowę stacji w Gnieźnie, w ramach której w parowozowni powstały: 14 stanowisk zachodniej hali wachlarzowej wraz z kominem wentylacyjnym; portiernia ze stołówką; kotłownia centralnego ogrzewania (wraz ze specjalnym torem umożliwiającym dowiezienie węgla); elektrownia spalinowa z rozdzielnią i trafostacją; dyspozytornia lokomotywowni (zaprojektowana została indywidualnie dla Gniezna); magazyn materiałowy i olejowy wagonowni; zespół ciągu technicznego obrządzania parowozów z zasiekami węglowymi i żurawiami; warsztaty wagonowe; warsztaty mechaniczne; halę suwnic.
W okresie powojennym wśród inwestycji wymienić można budowę w latach 60. budynku socjalnego z salą pouczeń (wyraźnie odróżniającego się architektonicznie) oraz przystosowanie części hali wachlarzowej do obsługi elektrowozów. Dwa tory wjazdowe do młodszej hali wachlarzowej (w tym tor pod dyspozytornią) zostały zelektryfikowane.
Od końca lat 80. parowozownia ograniczała swoje działanie w związku z kryzysem na PKP oraz ograniczaniem połączeń regionalnych. Część trakcyjną wygaszono na początku XXI stulecia, zakład naprawy taboru w 2009 roku, a wagonownię w 2012. Od czasu zamknięcia lokomotywownia jest przekształcana w atrakcję turystyczną. 
Przyszłość parowozowni jest przedmiotem społecznej debaty w Gnieźnie, której zarzewiem stały się plany PKP dotyczące zmiany funkcji parowozowni na centrum handlowe. Opór lokalnej społeczności, nadzór konserwatora zabytków oraz brak środków na ten cel zapobiegły zniszczeniu dziedzictwa technicznego w lokomotywowni.
W 2010 roku została wydana książka Mirona Urbaniaka pt. „Zabytkowa Stacja Kolejowa Gniezno”, która opisuje dzieje stacji Gniezno oraz parowozowni.

## Zabytki
- drewniany żuraw węglowy – jedyny w Europie
- dyspozytornia bramowa z ok. 1942 r.
- obrotnica z lat 90. XIX w. przebudowana w I poł. XX w.
- wieża ciśnień z ok. 1905 r.
- lokomotywownia wachlarzowa z warsztatami z 1875 r. przebudowywana w latach 1888, 1894–1895, 1914, 1922 i 1940 z 23-stanowiskami oraz lokomotywownia wachlarzowa z halą napraw lokomotyw i warsztatami z lat 1908 – 1910 przebudowywana ok. 1915 i 1941–1942, która liczy 24-stanowiska, co łącznie daje liczę 47-stanowisk, co składa się na fakt, iż jest to największa hala wachlarzowa w Europie
- noclegownia z lat 1898–1899 przebudowywana w latach 1913–1914 oraz 1940–1941
- budynek socjalny przy ul. Składowej z okresu ok. 1941–1942 przebudowany ok. 1944 r.
- kotłownia centralnego ogrzewania z lat 1941–1942
- elektrownia spalinowa z rozdzielnią i trafostacją z lat 1941–1942
- magazyn materiałowy i olejowy z lat 1942–1943
- zespół ciągu technicznego obrządzania parowozów z lat 1941–1943
- wagonownia z lat 1941–1942

## Lokomotywy
W czasach swojej świetności gnieźnieńska parowozownia eksploatowała kilkadziesiąt parowozów. Wśród użytkowanych serii wymienić można:
- Osobowe: Ok1, Ok22, Ol49;
- Towarowe: Ty1, Ty23, Ty2/Ty42, Ty3/Ty43, Ty45, TKi3, Tp3, Tp4, TKt48;
- Pospieszne: Pd5.
- Wąskotorowe (użytkowane na Gnieźnieńskiej Kolei Wąskotorowej; znajdujące się na stanie Parowozowni Gniezno Wąskotorowe): Tx1, Tx5, Txb5, Tx23, Tx28, Tw1, Py1, Px2, Px27, Px29, Px48

W parowozowni eksploatowano również lokomotywy spalinowe (normalno- i wąskotorowe) oraz elektryczne:
- Spalinowe normalnotorowe: SM03, SM42, ST43, ST44, SP45;
- Spalinowe wąskotorowe: Lyd1, Lxd2;
- Elektryczne: ET22.

## Turystyka
Od 2015 roku parowozownia jest udostępniona dla turystów przez Stowarzyszenie Parowozownia Gniezno. Trasa turystyczna obejmuje przejście pośród najważniejszych budynków kompleksu, jak i wejście do hali wachlarzowej, w której zaaranżowano ekspozycję historyczną. 
Od 2010 roku w parowozowni odbywają się majowe "Dni Pary", które mają na celu popularyzację historii obiektu. Głównym punktem programu jest zwiedzanie parowozowni z przewodnikiem, z czego co roku korzysta kilka tysięcy osób. W trakcie imprezy odbywają się również spektakle, seanse kinowe, koncerty, wykłady, pokazy oraz przejazdy pociągami specjalnymi. W 2010 roku zorganizowano w parowozowni Festiwal Muzyki Współczesnej pt. CanDID Audiovisual Festival 2010.

## Galeria

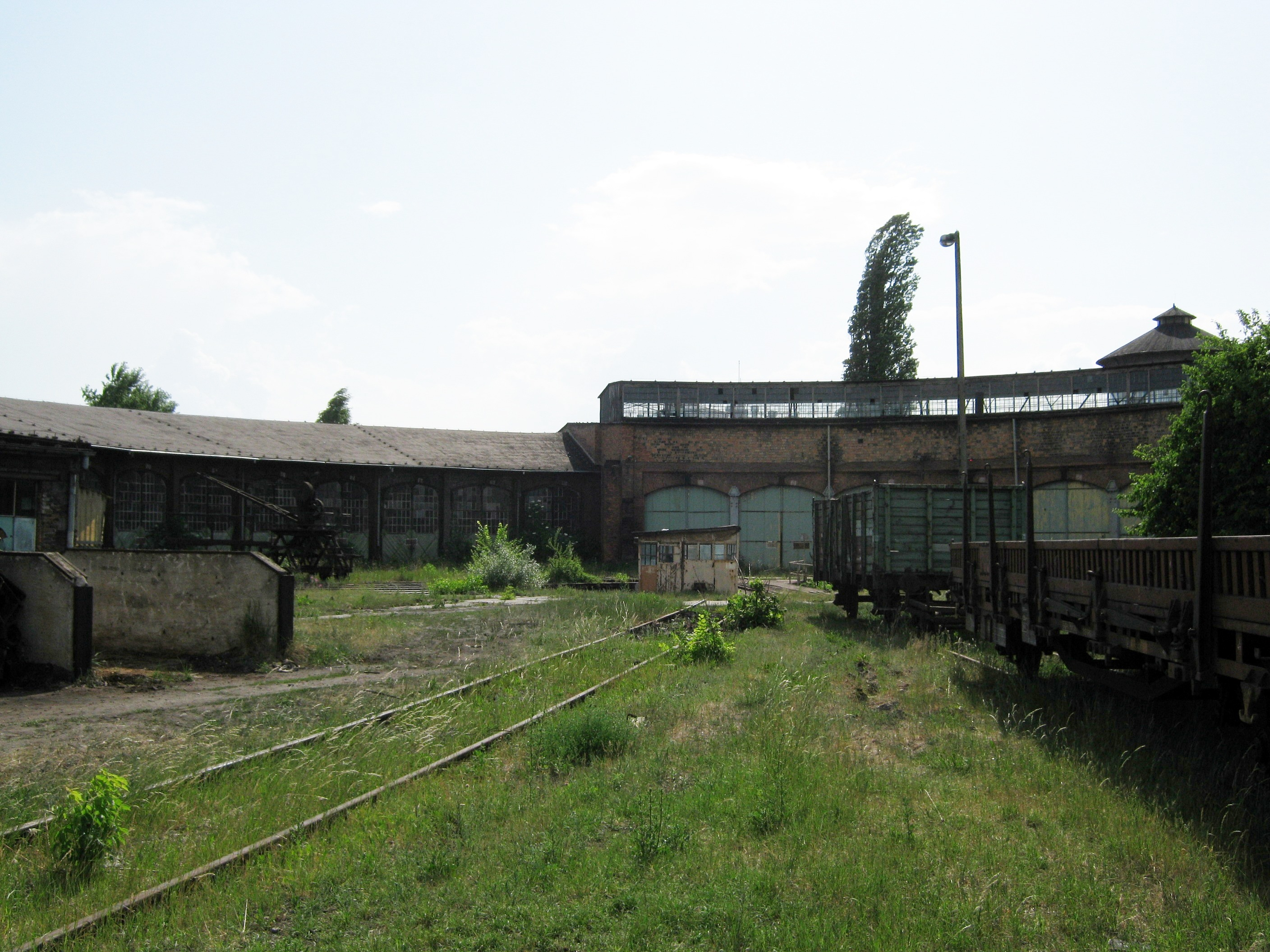
Lokomotywownia wachlarzowa z warsztatami i obrotnicą
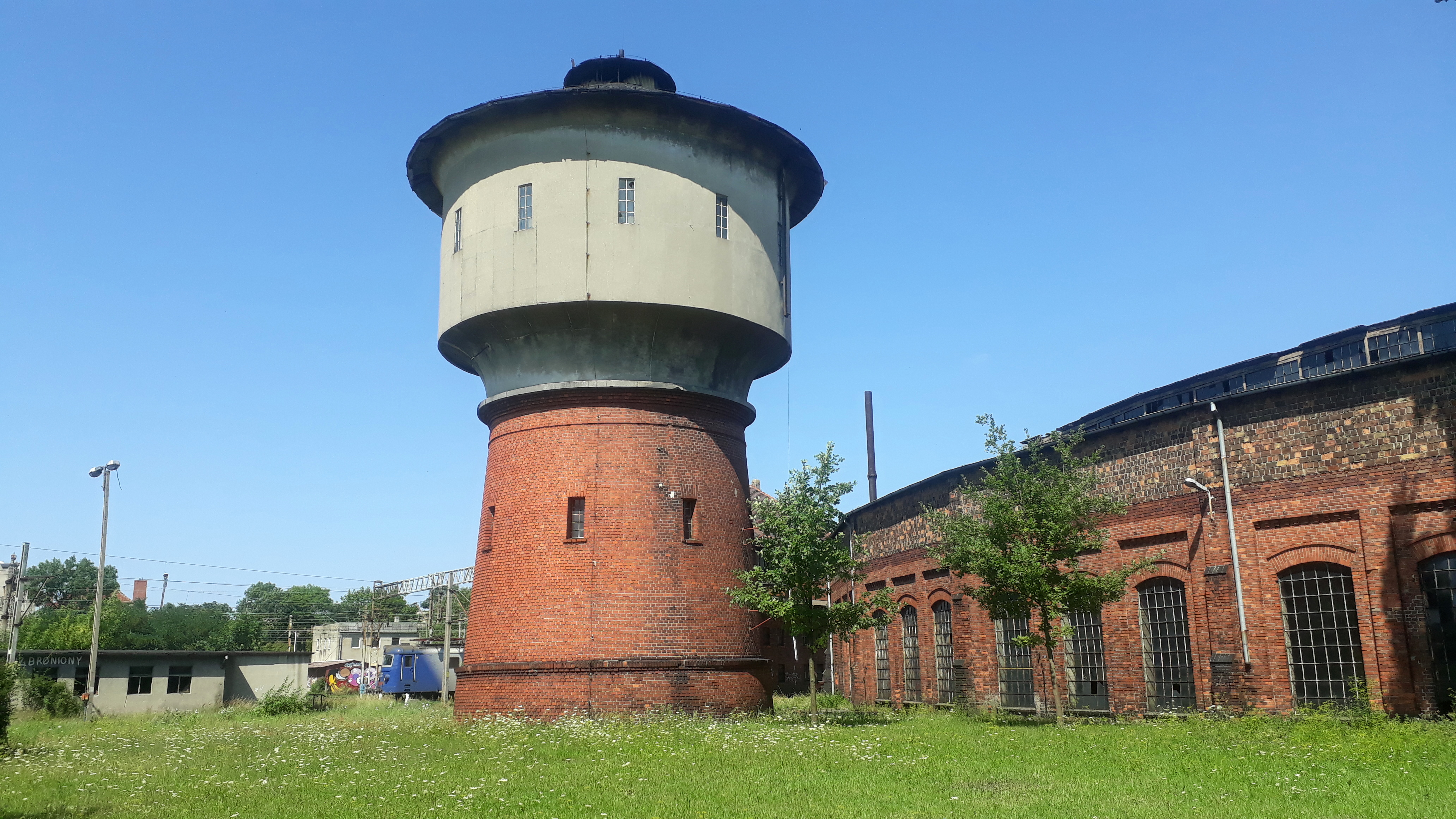
Wieża wodna (2018)
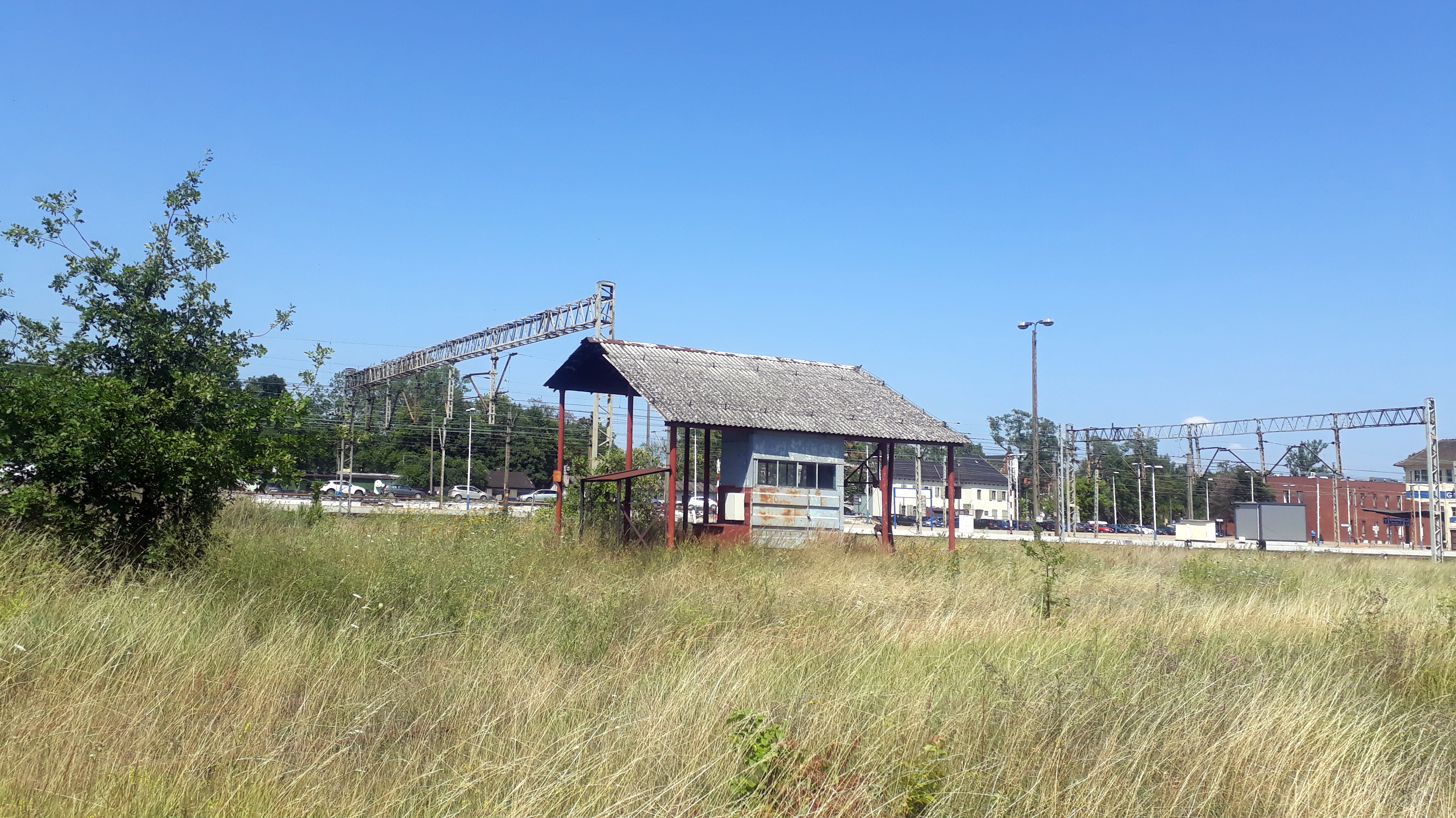
Stacja paliwowa (2018)
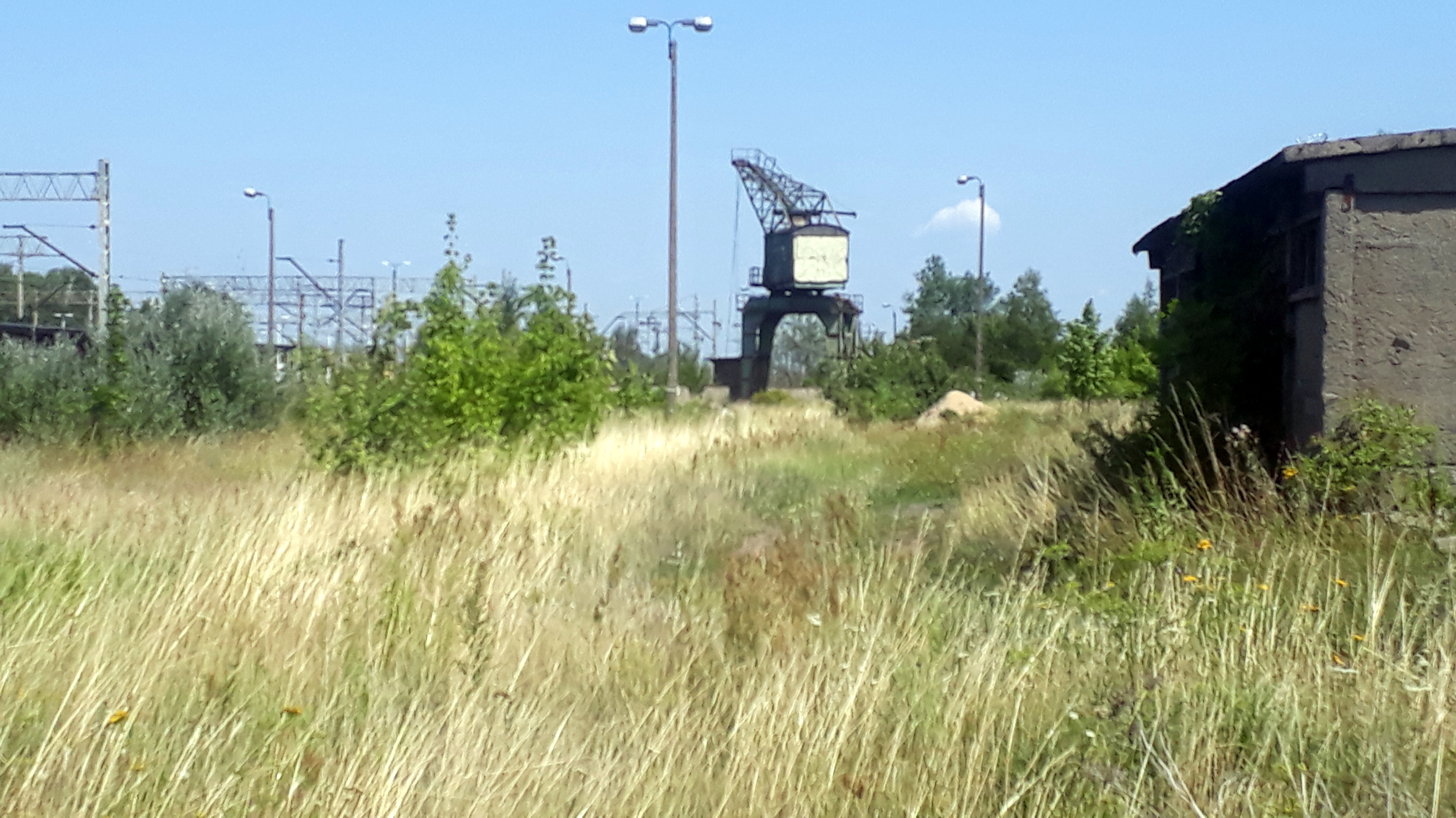
Żuraw (2018)
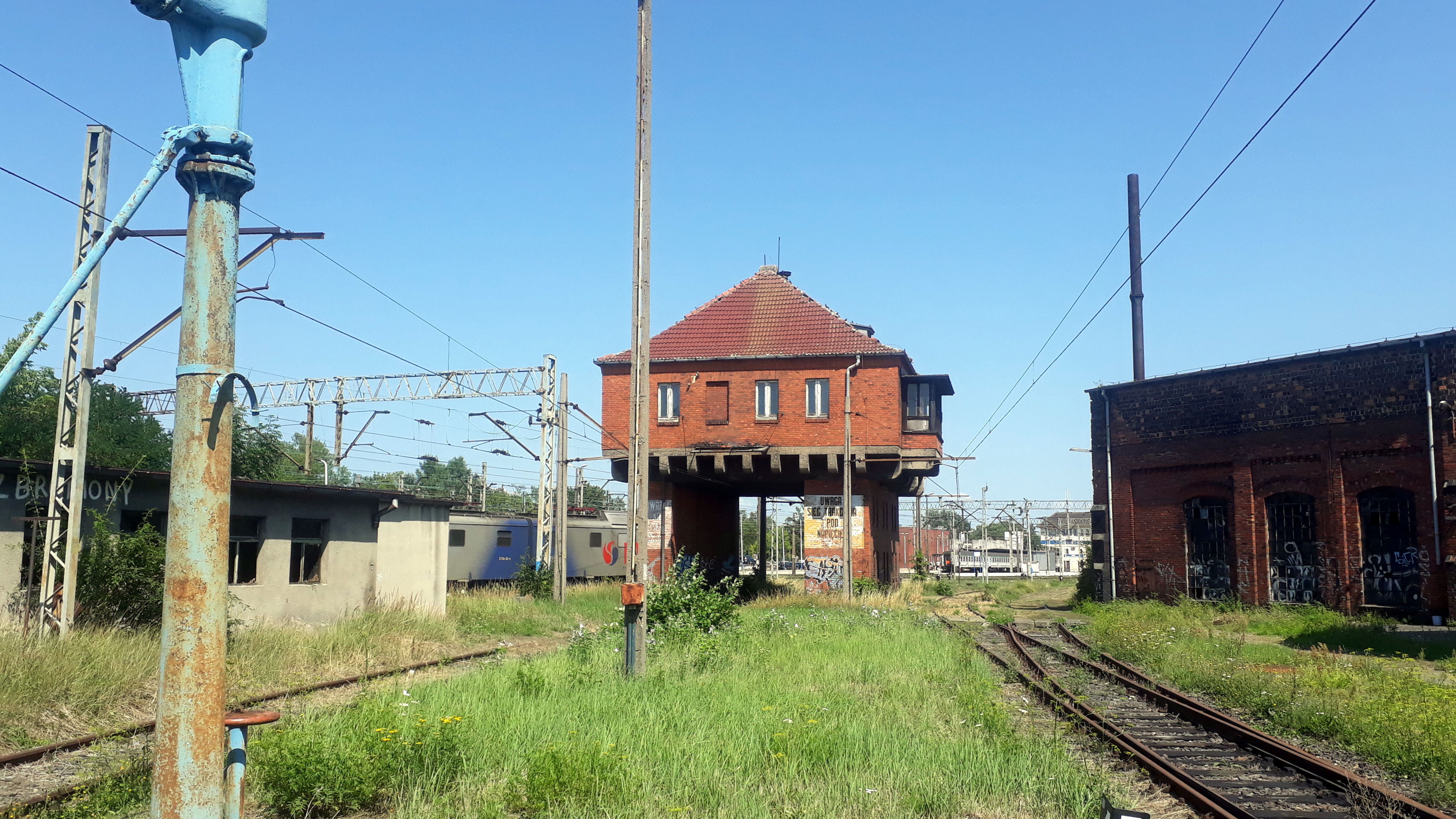
Dyspozytornia (2018)
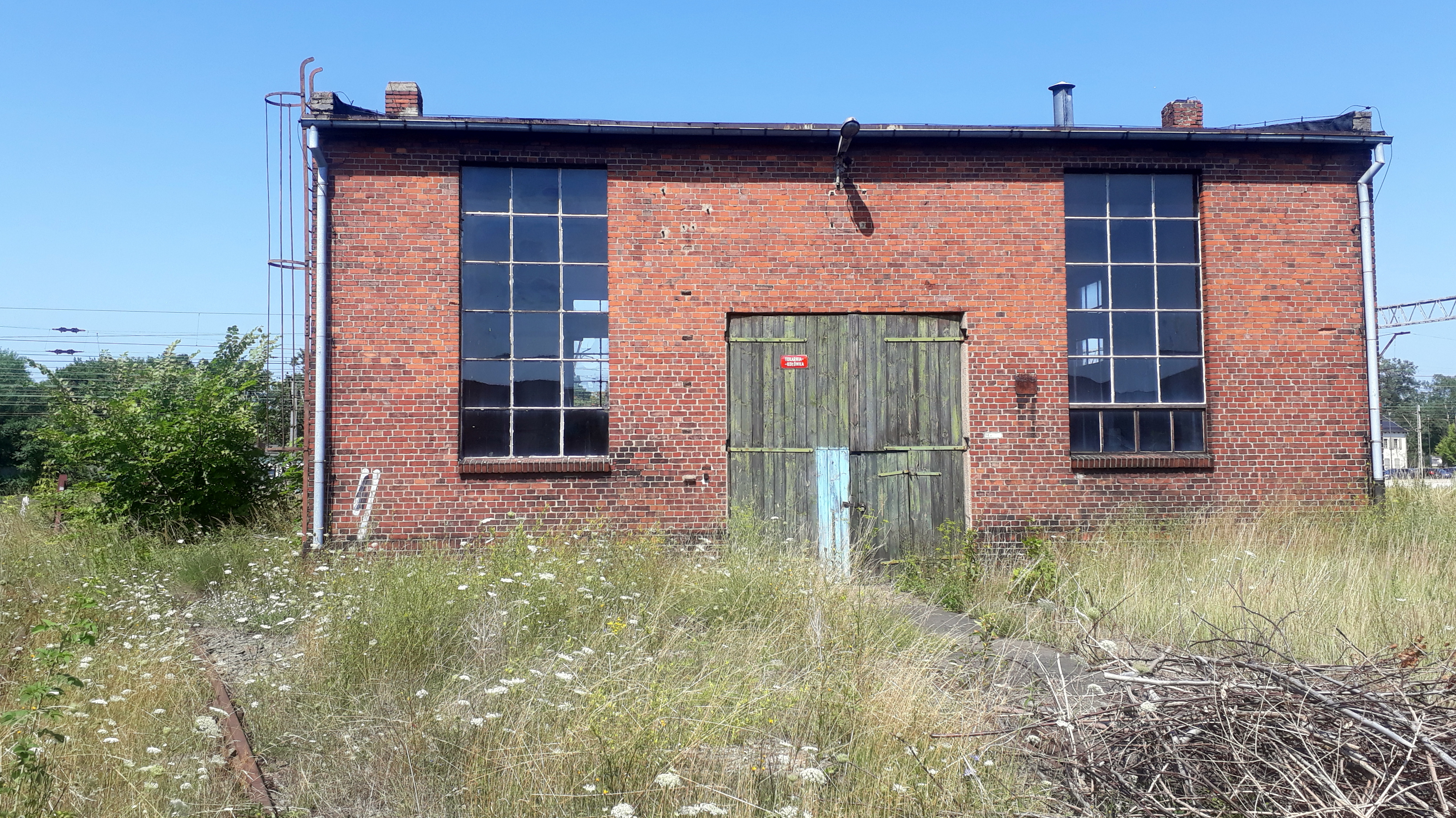
Warsztat (2018)
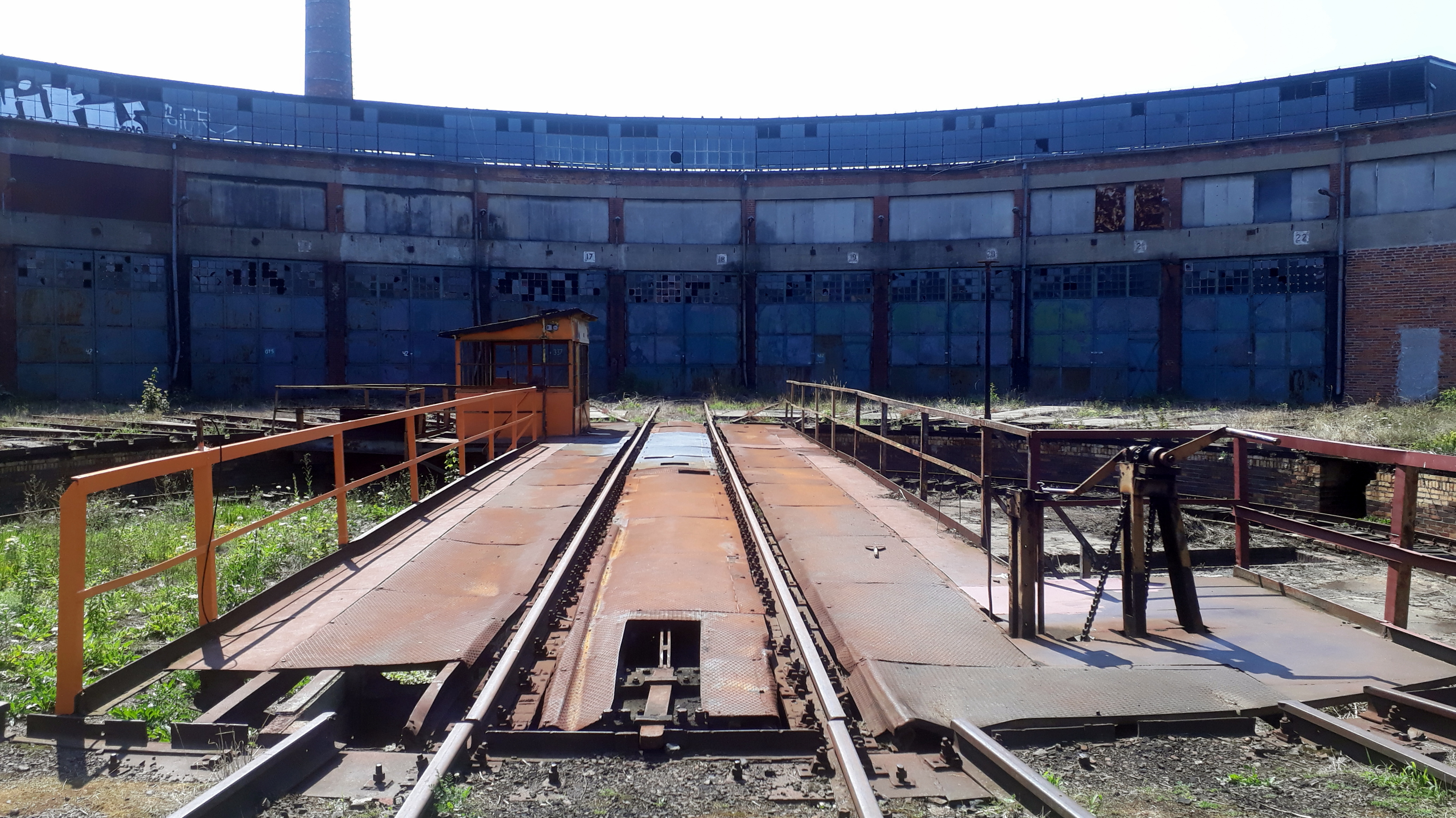
Obrotnica (2018)
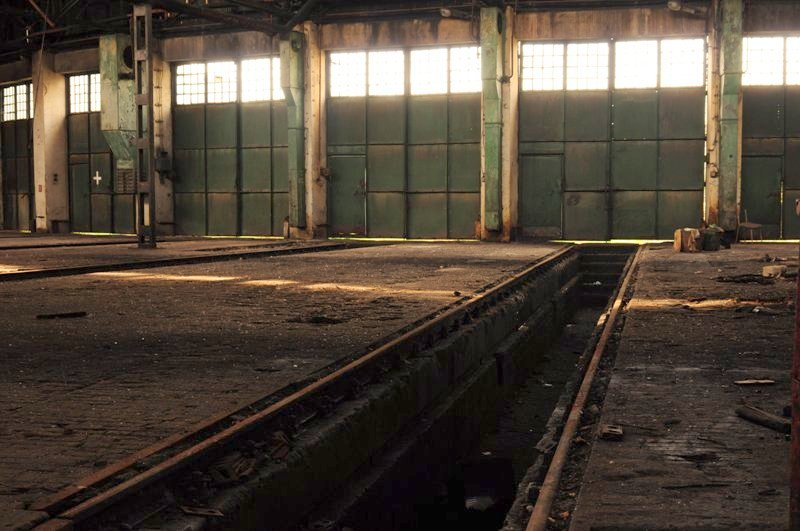
Wnętrze
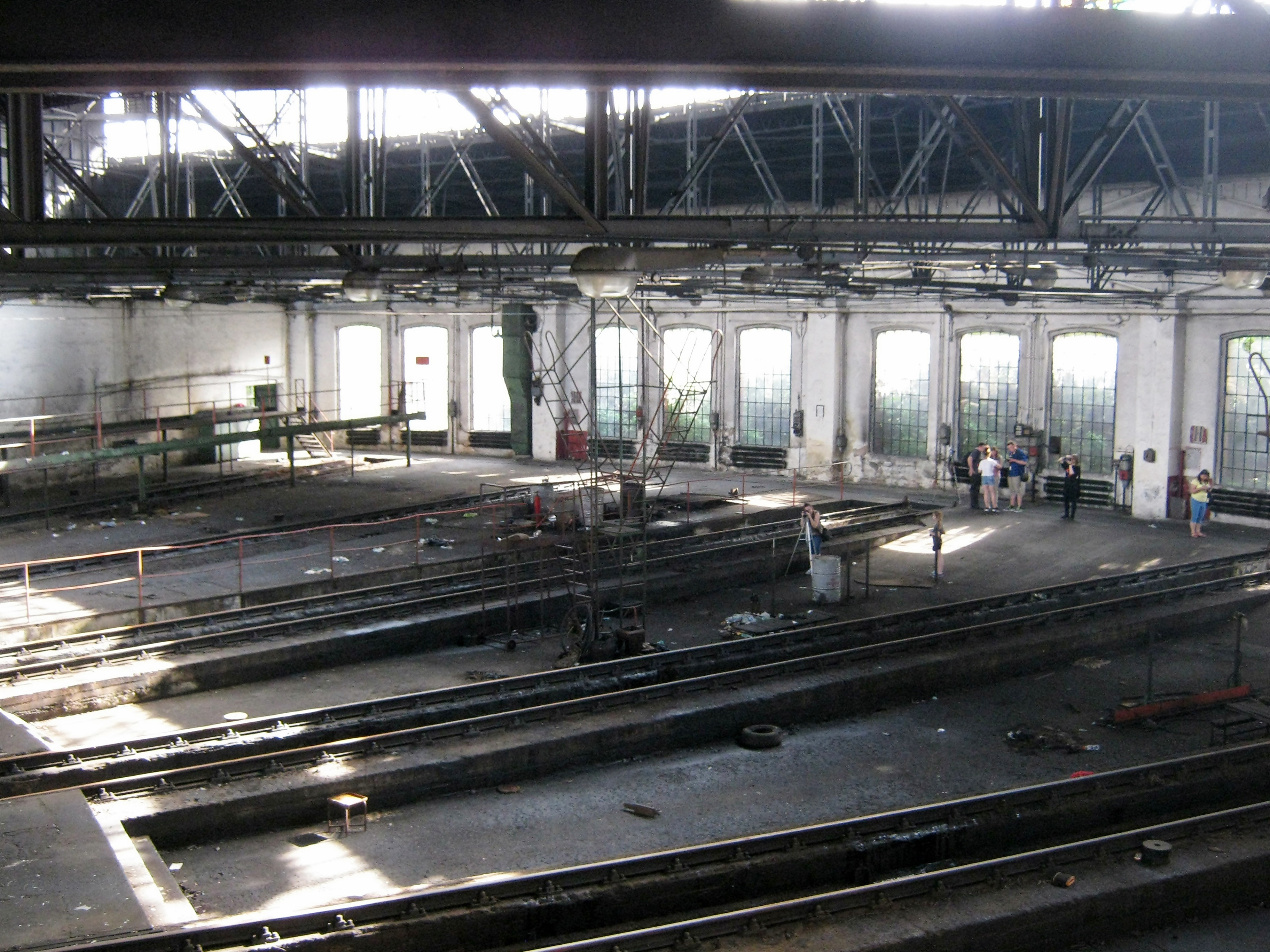
Wnętrze hali (2018)